# خافي غالان
خافي غالان (بالإسبانية: Javier Galán Gil) هو لاعب كرة قدم إسباني في مركز نصف الجناح، ولد في 19 نوفمبر 1994 في بطليوس في إسبانيا. لعب مع نادي قرطبة.

## وصلات خارجية
- خافي غالان على موقع الاتحاد الأوربي (الإنجليزية)
- خافي غالان على موقع إي إس بي إن إف سي (الإنجليزية)
- خافي غالان على موقع قاعدة بيانات كرة القدم.إي يو (الإنجليزية)
- خافي غالان على موقع Soccerbase.com (لاعب) (الإنجليزية)
- خافي غالان على موقع Soccerway.com (الإنجليزية)
- خافي غالان على موقع عالم كرة القدم.نت (الإنجليزية)
- خافي غالان على موقع AS.com (الإسبانية)